# Museum im Frey-Haus

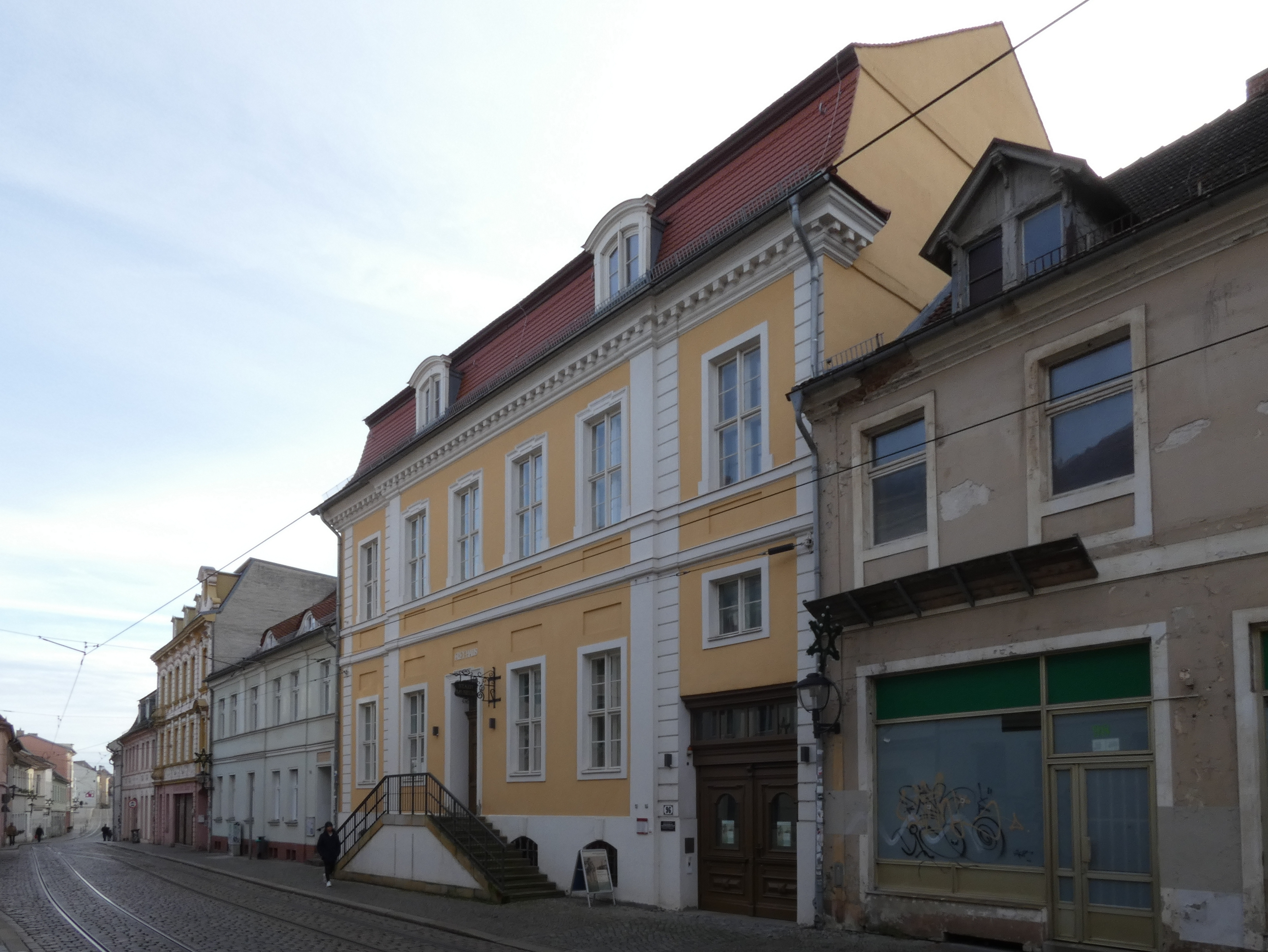
Das Frey-Haus in der Ritterstraße in Brandenburg an der Havel (2018)

Das Frey-Haus ist einer von drei Museumsstandorten des Stadtmuseums Brandenburg an der Havel. Es befindet sich in Brandenburg an der Havel in der Ritterstraße 96. Das Museumsgebäude im Massowschen Palais ist als Baudenkmal ausgewiesen. Leiterin des Stadtmuseums Brandenburg an der Havel ist seit 2019 die Archäologin Anja Grothe.

## Geschichte
Das Frey-Haus befindet sich in der Altstadt Brandenburg. Es wurde 1723 im Stil des Barock erbaut. Bauherr war Oberst Hans von Massow, der Kommandeur des Königsregimentes Friedrich Wilhelm I. Für das Massowsche Palais wurden unter anderem Steine der 1722 abgerissenen Marienkirche verwendet. Der Name Frey-Hauss (Freihaus) stammt aus dem Jahr 1751, als es – beziehungsweise seine Eigentümer – von Zahlungen der städtischen Steuern befreit wurden. Das Haus blieb Wohnhaus der Regiments-Kommandeure des preußischen Infanterieregiments Nr. 36, welches in Brandenburg beheimatet war.
Später war im Frey-Haus unter anderem eine Orgel- und Spinettfabrik untergebracht. 1912 erwarb der in Brandenburg ansässige Spielzeugfabrikant Ernst Paul Lehmann das Gebäude. Da das Museum im Steintorturm unter Platzmangel litt, zog der Historische Verein aus diesem 1923 in das Frey-Haus um. 1936 wurde das Gebäude von den Erben Lehmanns der Stadt übertragen. Weiterhin ging 1939 das Museum vom Historischen Verein auf die Stadt über.

## Museum

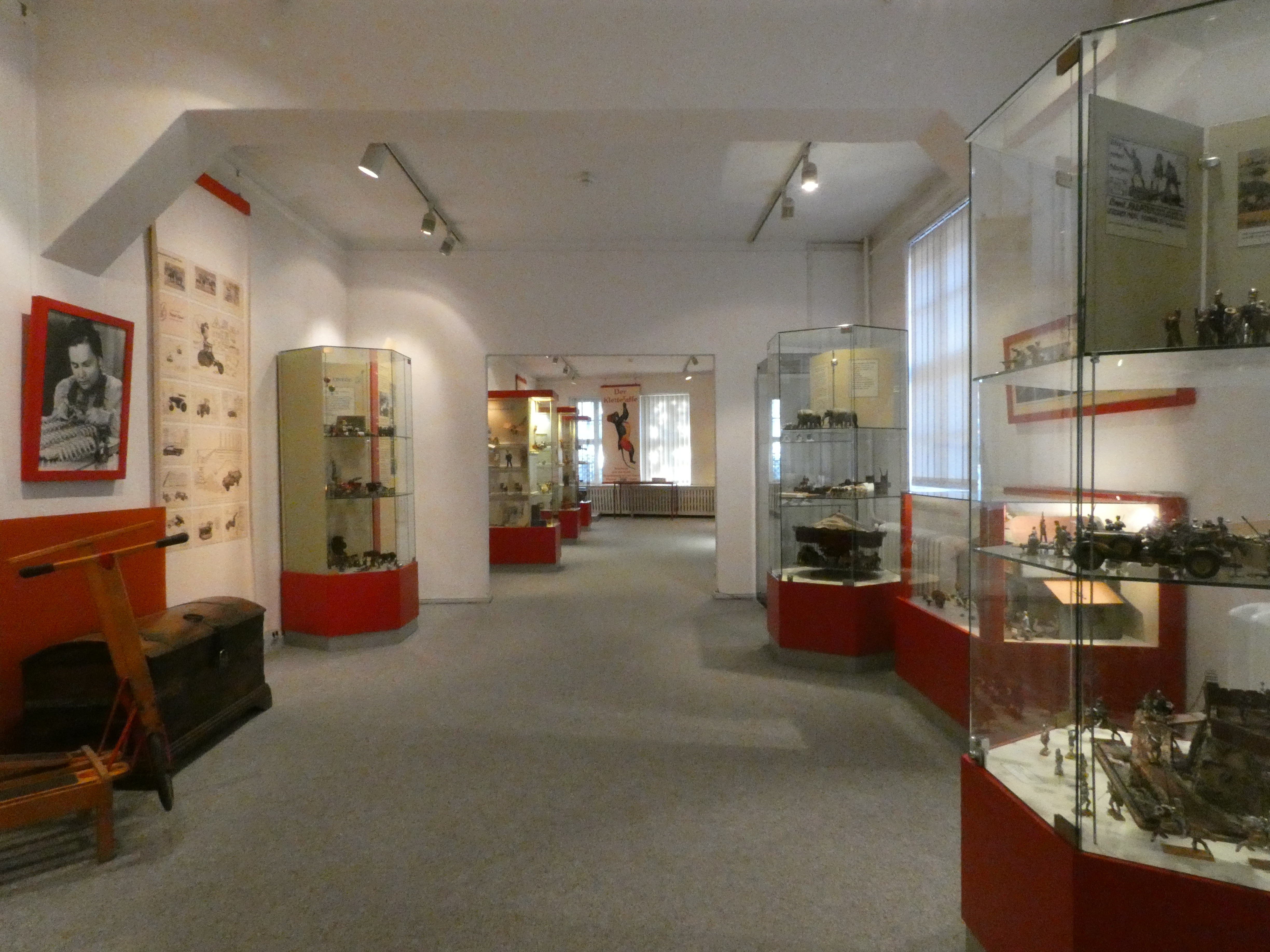
Dauerausstellung zur Brandenburger Spielzeugindustrie

Das Stadtmuseum Brandenburg an der Havel präsentiert im barocken Hauptgebäude des Frey-Hauses die Dauerausstellung Ein Jahrhundert Spielzeug aus Brandenburg an der Havel, welche sich mit der Geschichte der Brandenburger Spielzeugindustrie von 1881 bis 1992 beschäftigt. Gezeigt werden Exponate der Brandenburger Spielwarenfirmen von Ernst Paul Lehmann, der Lineol-Fabrik von Oskar Wiederholz oder des VEB Mechanische Spielwaren Brandenburg. In den Räumen des Obergeschosses werden wechselnde Sonderausstellungen gezeigt.

## Gebäude

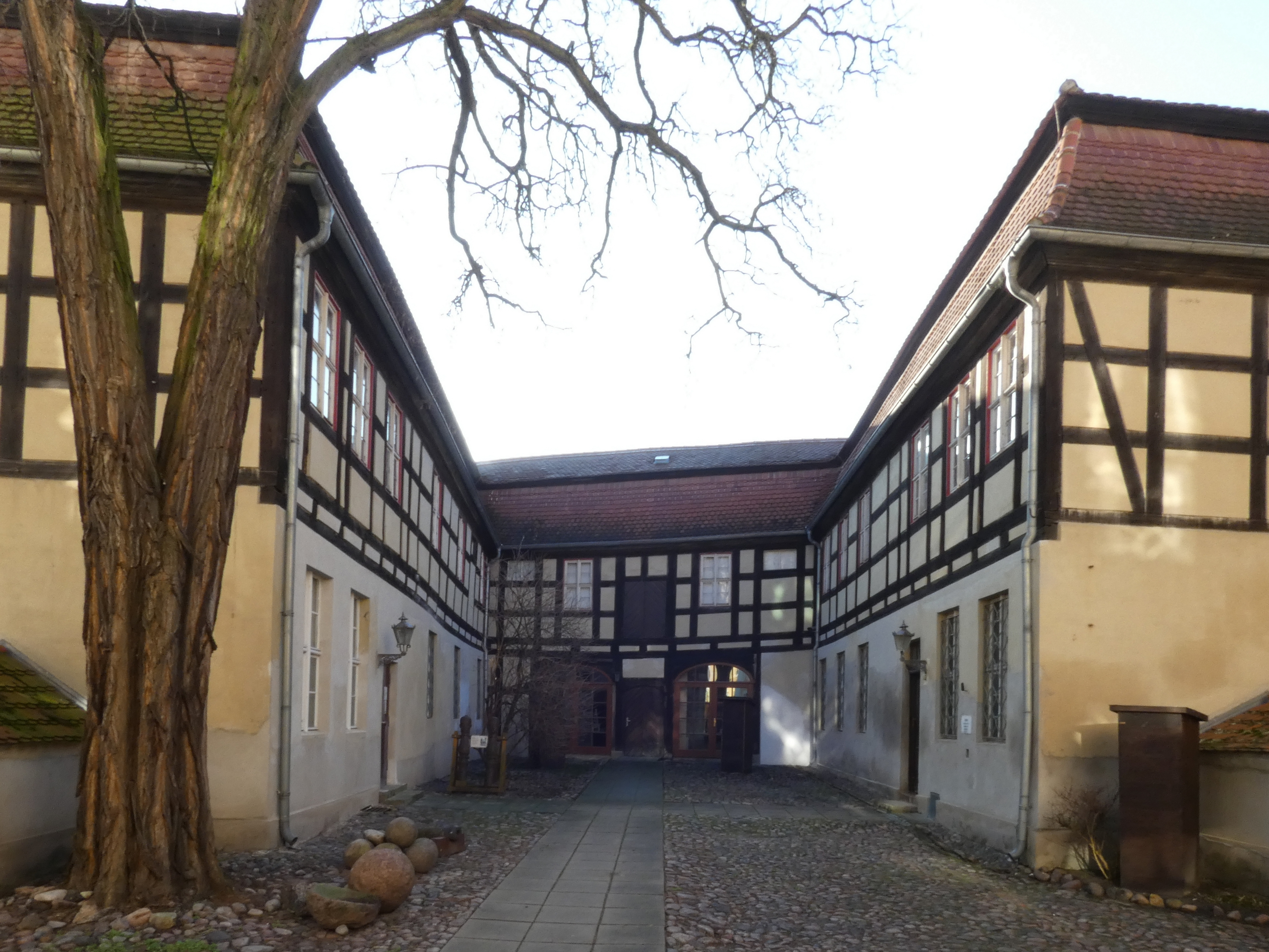
Hinterhaus des Frey-Hauses

Das Frey-Haus ist ein denkmalgeschütztes Gebäude in der Altstadt Brandenburg. Der Putz ist großteils in einem Gelbton gehalten. Gesimse, Lisenen, Blenden und Faschen strukturieren die Fassade. Der Zugang ist über eine mehrstufige, zweiseitig begehbare Freitreppe zu erreichen, die 2006 wiederhergestellt wurde. Das Dach ist ein Mansarddach, welches mit roten Biberschwänzen eingedeckt ist. Umrandete Schleppgauben wurden als Fensteröffnungen in das Dach eingearbeitet. Über den kopfsteingepflasterten Hof sind die Nebengebäude der Hofanlage zugänglich, welche zum Museum gehören. Dieses ist in Fachwerk gebaut. Dahinter liegt der Garten des Ensembles.